# Cylindraxis
Cylindraxis, monotipski rod crvenih algi iz porodice Liagoraceae.Jedina je vrsta morska alga C. rotundatus uz zapadnu obalu Zapadne Australije kod Penguin Islanda

## Vanjske poveznice
- Cylindraxis rotundatus gen. et sp. nov. and its generic relationships within the Liagoraceae (Nemaliales, Rhodophyta)